# Television Tonga

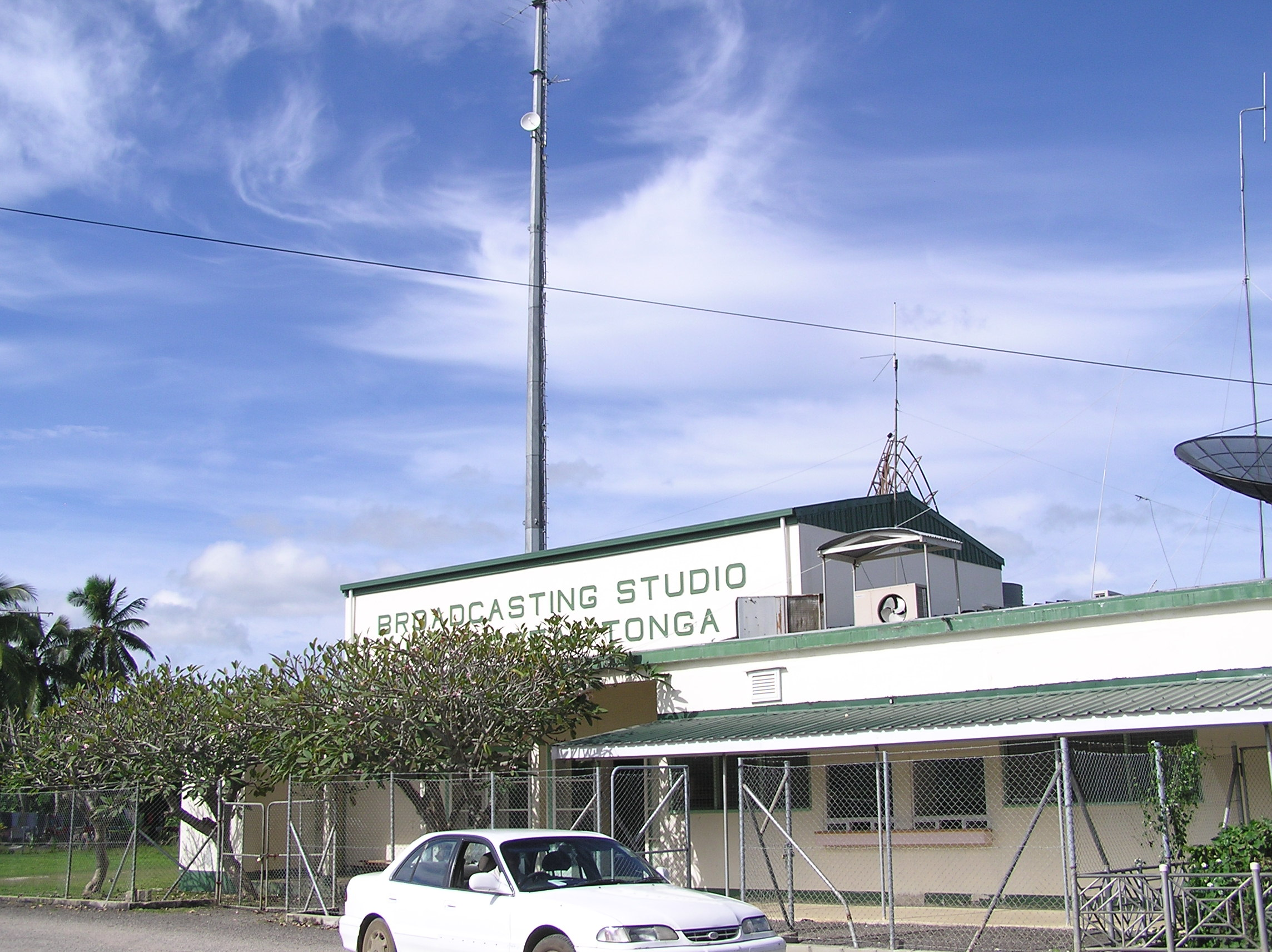
Estudios y torre de transmisión de Televisión Tonga en Fasi-moe-afi, Tonga.

Television Tonga (también conocido como TV Tonga) es un canal de televisión de Tonga operado por la Tonga Broadcasting Commission. Fue fundado el 4 de julio de 2000 por el Rey Taufa'ahau Tupou IV.
Los estudios de TV Tonga y equipos de transmisión se ubican en Fasi-moe-afi, cerca de la capital de Tonga, Nukualofa. Actualmente transmite a Tongatapu, 'Eua y otras islas cercanas, como Pangaimotu y 'Atata.
TV Tonga produce un noticiero nacional que se emite de lunes a viernes en la noche —en dos versiones, inglés y tongano— con un resumen semanal los sábados. También le entrega cobertura a los deportes locales y eventos de interés nacional.
Mientras TV Tonga está trabajando en afiliaciones con radiotelevisoras de ultramar y en ser más que una estación repetidora, también ha desarrollado un segundo canal para su servicio nacional. El gerente general, 'Elenoa 'Amanaki, ha señalado que existen planes para un segundo canal que transmita en inglés, dejando el actual canal para programas solo en lengua tongana. TV Tonga actualmente transmite cerca del 60% de su contenido en inglés y el 40% en tongano.
TV Tonga mantiene un sitio web, el cual posee un servicio de noticias en línea.